# Grande Prêmio da Áustria de 1975
Resultados do Grande Prêmio da Áustria de Fórmula 1 realizado em Österreichring em 17 de agosto de 1975. Décima segunda etapa da temporada, nele o italiano Vittorio Brambilla, da March-Ford, conquistou a única vitória de sua carreira.

## Resumo

### Mark Donohue (1937-1975)
Horas antes da corrida, o piloto Mark Donohue participava do treino de aquecimento (warm-up) quando o pneu de seu carro estourou na primeira curva do circuito a mais de 200 Km/h e assim a March pilotada pelo norte-americano atravessou três grades de proteção e atingiu violentamente o guard-rail antes de cair num barranco causando ferimentos fatais em Manfred Schaller e leves em Richard Huttner, dois comissários de pista. Atendido por outros fiscais de pista auxiliados por Emerson Fittipaldi, Donohue estava inconsciente e seu capacete, amassado pelo impacto em um poste. Após uma aparemte melhora, passou a sofrer uma intensa dor de cabeça. Enviado a Graz, Mark Donohue foi submetido a uma operação de emergência, mas faleceu vítima de uma hemorragia cerebral.
Durante os treinos livres de sexta-feira o brasileiro Wilson Fittipaldi quebrou dois metacarpos da mão esquerda quando sua Fittipaldi bateu na altura da curva Rindt por causa de uma falha na suspensão dianteira.

### Prova interrompida
Segunda corrida na história da Fórmula 1 que atribuiu a pontuação pela metade.

## Classificação da prova
| Pos. | Nº | Piloto             | Construtor      | Voltas | Tempo/Diferença | Grid | Pontos |
| ---- | -- | ------------------ | --------------- | ------ | --------------- | ---- | ------ |
| 1    | 9  | Vittorio Brambilla | March-Ford      | 29     | 0:57:56.69      | 8    | 4,5    |
| 2    | 24 | James Hunt         | Hesketh-Ford    | 29     | + 27.03         | 2    | 3      |
| 3    | 16 | Tom Pryce          | Shadow-Ford     | 29     | + 34.85         | 15   | 2      |
| 4    | 2  | Jochen Mass        | McLaren-Ford    | 29     | + 1:12.66       | 9    | 1,5    |
| 5    | 5  | Ronnie Peterson    | Lotus-Ford      | 29     | + 1:23.33       | 13   | 1      |
| 6    | 12 | Niki Lauda         | Ferrari         | 29     | + 1:30.28       | 1    | 0,5    |
| 7    | 11 | Clay Regazzoni     | Ferrari         | 29     | + 1:39.07       | 5    |        |
| 8    | 3  | Jody Scheckter     | Tyrrell-Ford    | 28     | + 1 volta       | 10   |        |
| 9    | 1  | Emerson Fittipaldi | McLaren-Ford    | 28     | + 1 volta       | 3    |        |
| 10   | 18 | John Watson        | Surtees-Ford    | 28     | + 1 volta       | 18   |        |
| 11   | 4  | Patrick Depailler  | Tyrrell-Ford    | 28     | + 1 volta       | 7    |        |
| 12   | 31 | Chris Amon         | Ensign-Ford     | 28     | + 1 volta       | 24   |        |
| 13   | 25 | Brett Lunger       | Hesketh-Ford    | 28     | + 1 volta       | 17   |        |
| 14   | 7  | Carlos Reutemann   | Brabham-Ford    | 28     | + 1 volta       | 11   |        |
| 15   | 23 | Tony Brise         | Hill-Ford       | 28     | + 1 volta       | 16   |        |
| 16   | 22 | Rolf Stommelen     | Hill-Ford       | 27     | + 2 voltas      | 26   |        |
| 17   | 29 | Lella Lombardi     | March-Ford      | 26     | + 3 voltas      | 22   |        |
| NC   | 33 | Roelof Wunderink   | Ensign-Ford     | 25     | + 4 voltas      | 28   |        |
| Ret  | 32 | Harald Ertl        | Hesketh-Ford    | 23     | Pane elétrica   | 27   |        |
| Ret  | 21 | Jacques Laffite    | Williams-Ford   | 21     | Handling        | 12   |        |
| Ret  | 8  | José Carlos Pace   | Brabham-Ford    | 17     | Motor           | 6    |        |
| Ret  | 20 | Jo Vonlanthen      | Williams-Ford   | 14     | Motor           | 29   |        |
| Ret  | 10 | Hans-Joachim Stuck | March-Ford      | 10     | Acidente        | 4    |        |
| Ret  | 17 | Jean-Pierre Jarier | Shadow-Matra    | 10     | Injeção         | 14   |        |
| Ret  | 14 | Bob Evans          | BRM             | 2      | Motor           | 25   |        |
| Ret  | 27 | Mario Andretti     | Parnelli-Ford   | 1      | Acidente        | 19   |        |
| DNS  | 30 | Wilson Fittipaldi  | Fittipaldi-Ford | 0      | Pulso quebrado  | 20   |        |
| FAT  | 28 | Mark Donohue       | March-Ford      | 0      | Acidente fatal  | 21   |        |
| DNS  | 6  | Brian Henton       | Lotus-Ford      | 0      | Acidente        | 23   |        |
| DNQ  | 35 | Tony Trimmer       | Maki-Ford       |        |                 |      |        |

## Tabela do campeonato após a corrida
| Pos. | Piloto             | Pontos |
| ---- | ------------------ | ------ |
| 1    | Niki Lauda         | 51,5   |
| 2    | Carlos Reutemann   | 34     |
| 3    | Emerson Fittipaldi | 33     |
| 4    | James Hunt         | 28     |
| 5    | José Carlos Pace   | 24     |

| Pos. | Construtor   | Pontos  |
| ---- | ------------ | ------- |
| 1    | Ferrari      | 54,5    |
| 2    | Brabham-Ford | 51 (53) |
| 3    | McLaren-Ford | 41      |
| 4    | Hesketh-Ford | 28      |
| 5    | Tyrrell-Ford | 24      |

- Nota: Somente as primeiras cinco posições estão listadas. A temporada de 1975 foi dividida em dois blocos de sete corridas onde cada piloto descartaria um resultado. Neste ponto esclarecemos: na tabela dos construtores figurava somente o melhor colocado dentre os carros do mesmo time.